# Стальне (селище)
Стальне́ (крим. Stalne) — селище в Україні, в Бахчисарайському районі Автономної Республіки Крим. Підпорядковане Поштівській селищній раді. Розташоване на півночі району.

## Населення
За даними перепису населення 2001 року, у селищі мешкала 81 особа. Мовний склад населення села був таким:
| Мова              | Число ос. | Відсоток |
| ----------------- | --------- | -------- |
| українська        | 7         | 8,64     |
| російська         | 68        | 83,95    |
| кримськотатарська | 5         | 6,17     |